# Агордо (хокейний клуб)
Хокейний клуб «Агордо» (італ. HC Agordo) — хокейний клуб з м. Агордо, Італія. Виступає в Серії В. Домашні матчі проводить на арені «Palaghiaccio Feltre», вміщує 6,000 глядачів.

## Історія
Хокейна команда з міста Агордо більш відома жіночим колективом (10-ти разові чемпіонки Італії: 1992, 1993, 1994, 1996, 2001, 2002, 2003, 2007, 2008 та 2009 років) ніж чоловічою командою, яка виступає в Серії В. 2008 та 2009 року жіноча команда ХК «Агордо» брала участь у жіночій лізі чемпіонів. До 90-их років чоловіча команда виступала у Серії В, зараз здебільшого грає у четвертому дивізіоні.